# Selma Arnheim
Selma Arnheim, född 26 augusti 1890 i Göteborg, död 2 januari 1968 i Stockholm, var en svensk banktjänsteman, socialarbetare, kvinnosaksförespråkare och filantrop som tillsammans med Ragna Norström startade den så kallade enkronainsamlingen. 

## Biografi
Arnheim föddes 1890 i Göteborg i en judisk familj. Hon fick en god utbildning, bland annat med banktjänstgöring i flera europeiska huvudstäder, varpå hon inledde en karriär som banktjänsteman. Under 1920-talet engagerade hon sig i "hjälpkommittén för Ruhr", som arbetade för att samla in bistånd åt fattiga familjer i Ruhrområdet efter Versaillesfreden och Tysklands förlust i Första världskriget. Arnheim kom att ägna stora delar av sitt liv åt filantropi och att kämpa för kvinnors rättigheter. Efter att ha konverterat till Metodistkyrkan verkade hon för kvinnors rättigheter inom kyrkan, och bedrev för kyrkan arbete för kvinnor i fält. Hon var en ledande personlighet inom Metodistkyrkan i Norden för kvinnors rättigheter. Även efter att hon konverterat från judendomen till kristendomen fortsatte hon dock engagerat att arbeta mot antisemitism.
På 1940-talet var hon med i en grupp kvinnor, som även omfattade Ragna Norström, som startade Svenska kvinnors 1-kronasinsamling. På några år uppgick antalet insamlade enkronor till miljontals, pengar som användes under och efter andra världskriget i bland annat Finland, Tyskland och Polen för att motverka nöd. I Tyskland grundades två barnhem i närheten av Hamburg med stöd av pengar från insamlingen, och i Israel grundades också ett barnhem åt flyktingbarn. Med stöd av insamlingen tog man också emot ungerska flyktingar i Schwedenhaus i Wien. Arnheim bidrog också till att barn med lepra i Etiopien fick åtta paviljonger för vård i Addis Abeba. 1953 omorganiserades arbetet i 1-kronainsamlingen till "Selma Arnheims stiftelse för nationell och internationell hjälpverksamhet".